# Madonna del Latte e un angelo
La Madonna del Latte e un angelo è un dipinto a olio su tavola (68,5x87 cm) di Correggio, databile al 1524 circa e conservato nel Museo di Belle Arti di Budapest.

## Storia
Per via stilistica l'opera si colloca negli anni della commissione dei dipinti per la Cappella Del Bono in San Giovanni Evangelista, all'inizio del terzo decennio del Cinquecento.
Purtroppo non si sa niente riguardo alla sua committenza né ad una sua provenienza anteriore al 1603 quando si trova registrata nell'inventario Aldobrandini a Roma.
Fu quindi uno di quei dipinti, in genere di piccolo formato, che ebbero il compito di affermare nell'Urbe la fama del Correggio.
A Roma fu probabilmente ammirata da Federico Barocci, affascinò più tardi il giovane pittore fiammingo Antoon van Dyck nonché il protagonista della grande stagione barocca, Pietro da Cortona.
Fu questa piccola tavola ad essere citata da padre Ottonelli nel suo Trattato della Pittura e della Scultura, uso et abuso loro come modello per spiegare quanta fama un soggetto religioso potesse ottenere a differenza di un soggetto profano. Secondo padre Ottonelli i principali cardinali romani del Seicento avrebbero fatto a gara per poter possedere la Madonna del Latte.
Esiste un'incisione antica tratta dal dipinto e un disegno di Lelio Orsi che dimostra quanto l'artista emiliano ne fosse rimasto affascinato.

## Descrizione e stile
Il dipinto deve il suo fascino all'estrema “grazia” e naturalezza con cui tratta un tema altrimenti banale, quale l'incontro fra il Bambino e un piccolo angelo che gli porge un ramo di bacche rosse, allusione alla Passione futura. L'immagine è costruita secondo una seducente diagonale che è marcata dal braccio sinistro del Bambino. Il movimento estremamente naturale di quest'ultimo, che pare quasi scivolare sulle ginocchia della madre, ricorda la Madonna della Cesta con cui condivide un'analoga freschezza narrativa e la sottile capacità di descrivere il rapporto affettuoso fra la giovanissima Vergine e il Bambino. Per altri versi l'opera si avvicina alla Madonna di Casalmaggiore rappresentando forse un prodotto successivo nella riflessione su temi affini in piccolo formato.
La beatitudine della luce, la tenerezza degli incarnati, i sorrisi, la soffusione dorata dei capelli, la musicalissima fluenza dei panni, rendono gaudiosa questa scena di intimità familiare ma non nascondono il conflitto sacro che contiene. Correggio riuscì a figurare ciò che è divino attraverso una toccante umanità, con l'attitudine della Vergine e la stupenda infantilità dei due bambini.